# 아돌프 슈미트

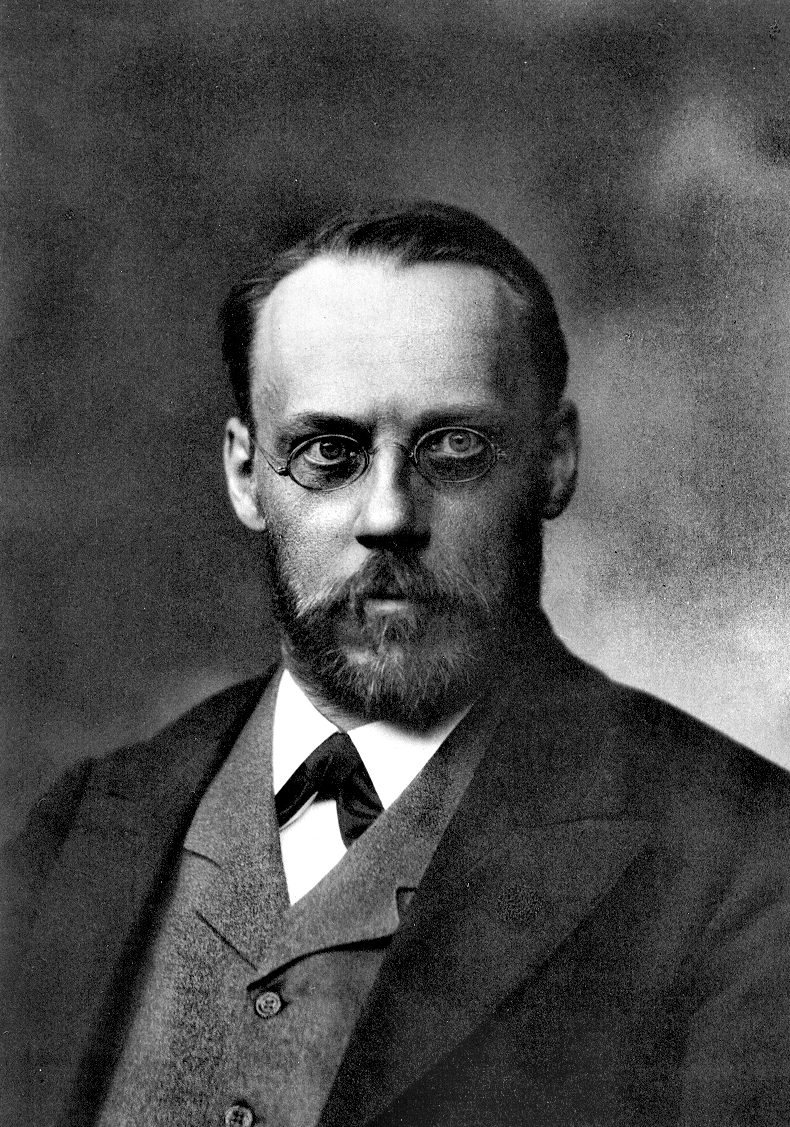
Adolf Schmidt

아돌프 프리드리히 카를 슈미트(Adolf Friedrich Carl Schmidt, 1860년 ~ 1944년)는 독일의 지자기학자이다. 고등학교 교사를 지내면서 지구 물리학 연구를 하였다. 지구를 회전 타원체로 하여 지자기 전위를 구하는 데에 성공하였다. 1902년에 포츠담 기상 관측소 소장이 되었고, 1907년에는 베를린 대학 교수가 되었다. 후에 그는 자력계를 만들었으며, 그의 논문 중 지구의 자기폭풍에 관한 것은 세계적으로 유명하다.